# بانيو، غوانجو
بانيو (بالصينية: 番禺区)، التي كانت تُعرف سابقًا بالحروف اللاتينية باسم (Punyü)، هي واحدة من 11 منطقة حضرية في مدينة قوانغتشو على مستوى المحافظة، عاصمة مقاطعة قوانغدونغ، الصين.
في يناير 1975، أصبحت مقاطعة بانيو تحت إدارة قوانغتشو. في عام 1992، تمت إعادة تسمية مقاطعة بانيو إلى مدينة بانيو على مستوى المحافظة ولا تزال تحت إدارة قوانغتشو. تمت إعادة تسميتها إلى منطقة بانيو في 10 يوليو 2000. تغطي المنطقة الحالية مساحة تبلغ حوالي 530 كيلومترًا مربعًا (200 ميل مربع).